# 岡江真一郎
岡江 真一郎 （おかえ しんいちろう、1985年 - ）は、日本のシンガーソングライター、映像作家である。鹿児島県出身。シャキーン!で「にせ～擬態のテーマ～」を歌唱。NHKの音楽番組「みんなのうた」では「太陽のカーニバル」のアニメーションを制作している。